# Isaque de Restúnia
Isaque (em armênio/arménio: Սահակ; romaniz.: Sahak) foi um clérigo armênio do século V, ativo durante o reinado do xá Isdigerdes II (r. 438–457).

## Nome
Isaque ou Isaac são formas lusófonas derivadas do latim (Isaac) e grego (Ἰσαάκ, Isaák). Originaram-se no hebraico Ixaque (יצחק, Yiṣḥāq), "que Ele o estime". Foi registrado em armênio como Saaque (Սահակ, Sahak).

## Contexto

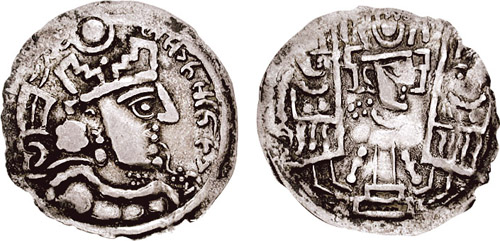
Dracma de r.

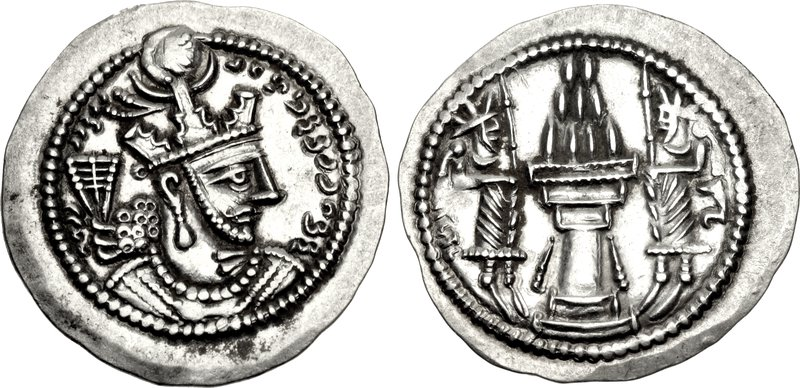
Dracma de r.

Em 428, os nacarares da Armênia peticionaram ao xainxá Vararanes V (r. 420–438) para que destronasse o rei Artaxias IV (r. 422–428) e abolisse a dinastia arsácida. Para governar o país, Vemir-Sapor foi nomeado como marzobã e e Vaanes II foi designado à tenência real. Vemir-Sapor morreu em 442, após uma administração considerada justa e liberal, na qual conseguiu manter a ordem sem ferir o sentimento nacional de frente. Vasaces I substituiu-o como marzobã. Vararanes permitiu a manutenção do cristianismo, enquanto procurava acabar com a influência do Império Bizantino sobre a Igreja da Armênia ao anexá-la à Igreja do Oriente. Contudo, seu filho e sucessor, Isdigerdes II (r. 438–457), era um pietista masdeísta e se comprometeu a impor o masdeísmo na Armênia.

## Vida
Isaque era bispo em Restúnia, o apanágio da família Restúnio. Em 444, participou no Sínodo de Saapivã reunido pelo católico José I  e foi um dos clérigos que responderam ao édito do xá que impunha o zoroastrismo na Armênia. Depois, esteve entre os clérigos e nobres que foram à corte de Ctesifonte para se encontrar com o xá. Quando eclodiu a revolta de Vardanes II contra a autoridade sassânida, foi um dos sacerdotes presos em fortes de Siracena por Vasaces I.  Em 451, com o fracasso da rebelião, foi um dos clérigos presos sob ordens de Isdigerdes na Hircânia e faleceu em exílio. Enquanto esteve na corte sassânida, foi interrogado por ter destruído um templo de fogo em Restúnia e foi o único dos clérigos armênios deportados que era fluente em persa.